# N501 (België)
De N501 is een gewestweg in Vaulx, België tussen de A16-E42/N7 en de N500. De weg heeft een lengte van ongeveer 2 kilometer.
De gehele weg bestaat uit 2x2 rijstroken.